# Stanislavca, Bârzula
Stanislavca (în ucraineană Станіславка, transliterat: Stanislavka) este un sat în comuna Cuialnic din raionul Bârzula, regiunea Odesa, Ucraina.

## Demografie
Componența lingvistică a localității Stanislavca
     Ucraineană (94,67%)
     Rusă (2,55%)
     Română (2,48%)
     Alte limbi (0,31%)
Conform recensământului din 2001, majoritatea populației localității Stanislavca era vorbitoare de ucraineană (94,67%), existând în minoritate și vorbitori de rusă (2,55%) și română (2,48%).